# Biserica de lemn din Bobota

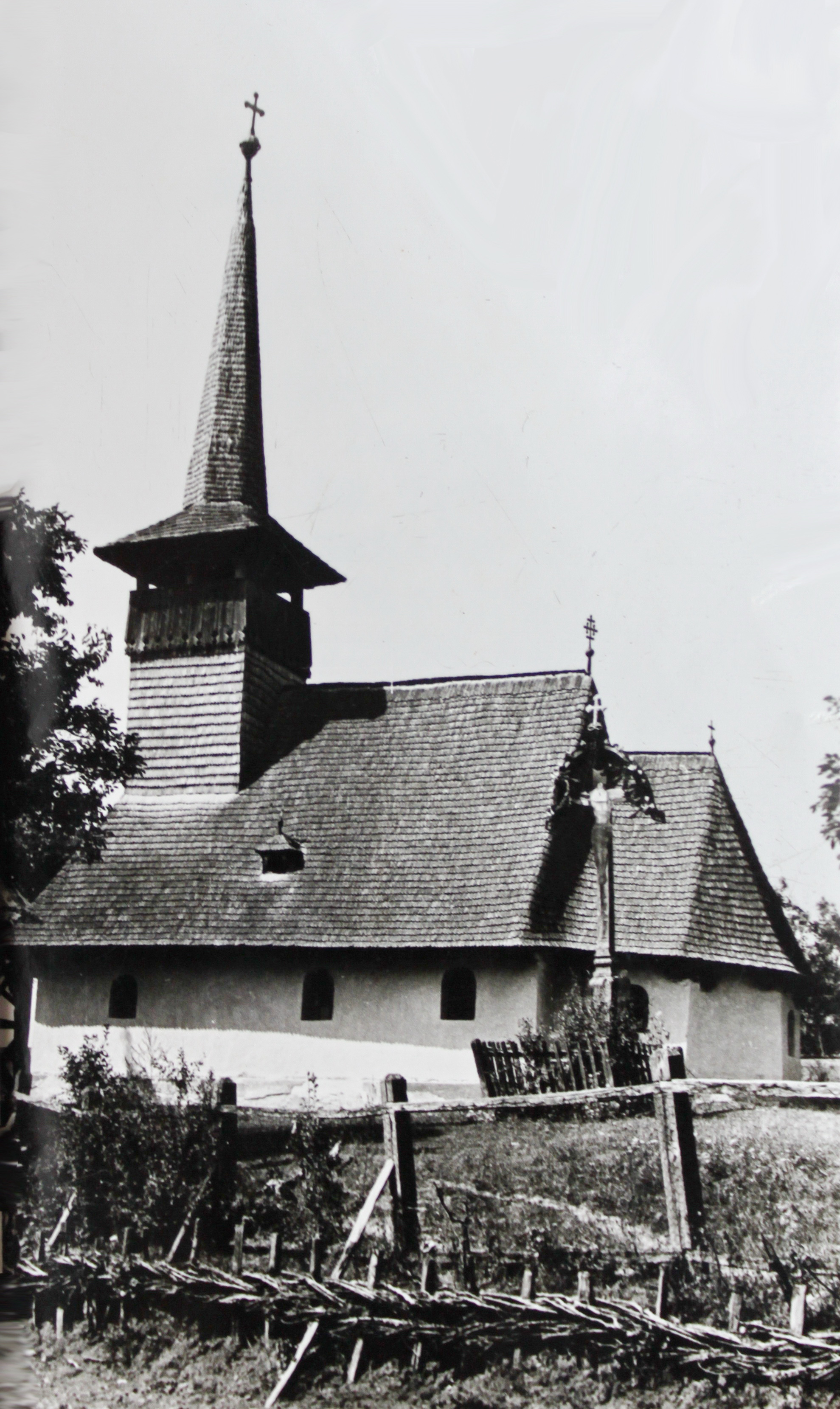
Biserica de lemn din Bobota, SJ mutată la Corni, MM. Foto 1972

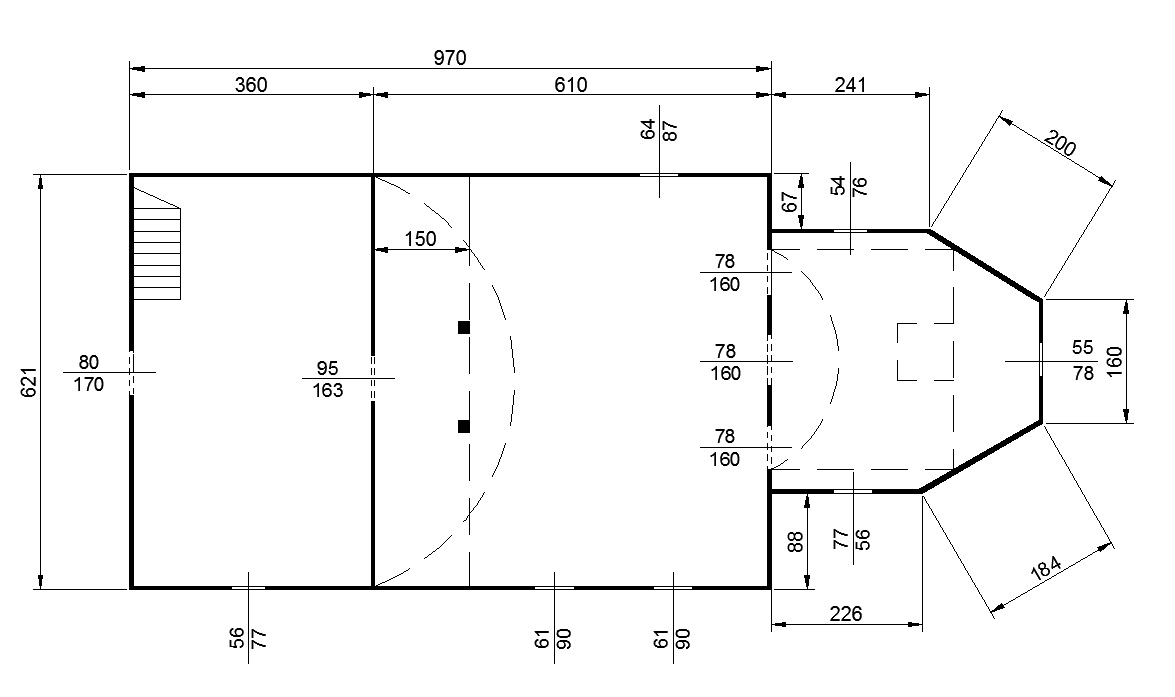
Planul bisericii de lemn din Bobota, județul Sălaj, mutată la Corni, județul Maramureș

Biserica de lemn din Bobota s-a aflat în localitatea Corni din județul Maramureș până în jurul anului 1975, când a fost demolată. Biserica de lemn fusese adusă în anul 1868 din satul Bobota, Sălaj. Ea putea data din secolul 18. 